# Sé (Guarda)
Sé (oficialmente, Guarda (Sé)) foi uma freguesia portuguesa do concelho da Guarda, com 16,58 km² de área e 6 958 habitantes (2011). Densidade: 419,7 hab/km².
Foi extinta (agregada) pela reorganização administrativa de 2012/2013, sendo o seu território integrado na nova freguesia da Guarda.

## População
★ 		Pela Lei nº 93/85 de 4 Outubro, foi criada no concelho da Guarda a Freguesia de São Miguel da Guarda, com lugares desanexados das freguesias da Sé e de São Vicente.
			
Por idades em 2001 e 2011			
	
| Totais e grupos etários | Totais e grupos etários | Totais e grupos etários | Totais e grupos etários | Totais e grupos etários | Totais e grupos etários | Totais e grupos etários | Totais e grupos etários | Totais e grupos etários | Totais e grupos etários | Totais e grupos etários | Totais e grupos etários | Totais e grupos etários | Totais e grupos etários | Totais e grupos etários | Totais e grupos etários |
| ----------------------- | ----------------------- | ----------------------- | ----------------------- | ----------------------- | ----------------------- | ----------------------- | ----------------------- | ----------------------- | ----------------------- | ----------------------- | ----------------------- | ----------------------- | ----------------------- | ----------------------- | ----------------------- |
|                         | 1864                    | 1878                    | 1890                    | 1900                    | 1911                    | 1920                    | 1930                    | 1940                    | 1950                    | 1960                    | 1970                    | 1981                    | 1991                    | 2001                    | 2011                    |
| Total                   | 2984                    | 3655                    | 4003                    | 4112                    | 4066                    | 4329                    | 5791                    | 5806                    | 7415                    | 8332                    | 10623                   | 9658                    | 5793                    | 7559                    | 6958                    |

| 0-14 anos   | 15-24 anos  | 25-64 anos   | 65 e + anos  |
| 1294 \| 943 | 1085 \| 841 | 4166 \| 4055 | 1014 \| 1119 |
| -27%        | -22%        | -3%          | +10%         |

## Património
- Sé da Guarda[4]
- Castelo da Guarda, Torre dos Ferreiros[5]
- Solar na Rua do Encontro
- Casa na Rua dos Clérigos n.º 7
- Convento de São Francisco da Guarda ou Convento do Espírito Santo[6]
- Chafariz de Santo André[7]
- Câmara Municipal da Guarda, Paços do Concelho
- Igreja e Edifício da Misericórdia da Guarda
- Antigo Paço Episcopal da Guarda e Seminário[8]
- Pelourinho da Guarda ou Cruzeiro da Guarda[9]
- Casa na Rua Batalha Reis, n.° 23, ou Antigo Colégio do Roseiral